# Płaskowyż Suczawy
Płaskowyż Suczawy (rum. Podișul Sucevei) – płaskowyż znajdujący się w północno-wschodniej Rumunii i południowo-zachodniej Ukrainie (obwód czerniowiecki), będący północno-zachodnią częścią Wyżyny Mołdawskiej.
Głównymi jednostkami Płaskowyżu są:
- Płaskowyż Fălticeni (rum. Podișul Fălticeni; znany również jako Wzgórza Ciungi)
- Płaskowyż Dragomirnei (rum. Podișul Dragomirnei; znany również jako Wzgórza Dragomirnei)
- Pasmo Siretu (rum. Culmea Siretului)
- Wzgórza Ibănești (rum. Dealurile Ibănești)
- Conzancea Hills (rum. Dealurile Cozancea),
- Wzgórza Prutu (rum. Deaurile Prutului, również Pasmo Prutu - Culmea Prutului)
- Wzgórza Ceremuș, Wzgórza Czeremoszu (rum. Deaurile Ceremușului)

Znajdują się tutaj również dwa obniżenia:
- Obniżenie Rădăuți (rum. Depresiunea Rădăuți) - w dolinie rzeki Suczawa
- Obniżenie Storożyńca (rum. Depresiunea Storojineț) - w dolinie rzeki Seret